# アボット (アーカンソー州)
アボットはアーカンソー州スコット郡の非法人地域。
1950年には475人の人口があった。2000年現在の人口は約2500人である。
国道71号線上にあり、マンスフィールドから東に約5km、郡庁所在地のウェルドロンから北北西に約15kmの位置にある。

## 情報源
1. ↑  U.S. Geological Survey Geographic Names Information System: アボット (アーカンソー州)

- Encyclopedia Brittanica Atlas, 1959 Edition, p. 298.